# Saadia Mandel
Pour les articles homonymes, voir Saadia (homonymie) et Mandel.
Saadia (Satchko) Mandel est un architecte israélien contemporain né le 2 juillet 1931 à Novi Sad en Yougoslavie et mort le 26 juin 2017 à Herzliya.

## Éléments biographiques
Saadia Mandel naît à Novi Sad en Yougoslavie le 2 juillet 1931, et émigre en terre d'Israël à l'âge de 7 ans, avec sa famille. Il grandit à Tel Aviv et Jérusalem.
Il fait ses études à l'École nationale des beaux-arts de Paris et à l'Architectural Association School of Architecture de Londres, avant d'être diplômé de la faculté d'architecture du Technion, à Haïfa. Il commence à pratiquer en 1960.
Il dirige les sections architecture de l'Académie Betzalel et du centre universitaire d'Ariel de Samarie. À partir de 1984, il siège à la commission pour la préservation du patrimoine national de Tel Aviv.
Il meurt en 2017 le 26 juin 2017 à Herzliya, à l'âge de 85 ans.

## Réalisations
Saadia Mandel œuvre principalement à la préservation de sites et bâtiments, en collaboration avec diverses organisations, notamment dans les centres historiques de Jaffa et Jérusalem, à Hébron, Acre, Safed, Mishkenot Sha'ananim, Yemin Moshe et d'autres quartiers de Jérusalem. Il a également participé à la construction de centres communautaires pour les populations bédouines du Sinaï, avant l'évacuation de celui-ci, et a été le principal architecte de la ville de Yeroham, et d'autres points de peuplement dont ceux du Goush Katif, évacué en 2005.Il a aussi planifié la construction de la gare « Université de Tel Aviv » qui a été construite en 2000,.
En dehors d'Israël, il a conduit des projets architecturaux à Rome, Paris et Stockholm.
Il participe au débat concernant l'urbanisme dans lesvilles israéliennes en s'opposant à ce qu'il considère comme une prolifération excessive de gratte-ciels.